# Melissa Mojica
Melissa Mojica Rosario (ur. 29 grudnia 1983) – portorykańska judoczka. Trzykrotna olimpijka. Zajęła dziewiąte miejsce w Londynie 2012 i Rio de Janeiro 2016; siedemnasta w Tokio 2020. Walczyła w wadze ciężkiej.
Siódma na mistrzostwach świata w 2021; uczestniczka zawodów w 2007, 2009, 2018 i 2019. Startowała w Pucharze Świata w latach 2008–2016, 2018 i 2019. Wicemistrzyni igrzysk panamerykańskich w 2011 i 2019, piąta w 2007. Zdobyła osiem medali na igrzyskach Ameryki Środkowej i Karaibów, a także czternaście na mistrzostwach panamerykańskich w latach 2005 - 2021.

## Letnie Igrzyska Olimpijskie 2012
| Konkurencja | Eliminacje                | Eliminacje                 | Klas. końcowa |
| Konkurencja | Przeciwnik I              | Przeciwnik II              | Miejsce       |
| ----------- | ------------------------- | -------------------------- | ------------- |
| +78 kg      | Wojdan Shaherkani (KSA) Z | Jelena Iwaszczenko (RUS) P | 9.            |

## Letnie Igrzyska Olimpijskie 2016
| Konkurencja | Eliminacje          | Klas. końcowa |
| Konkurencja | Przeciwnik I        | Miejsce       |
| ----------- | ------------------- | ------------- |
| +78 kg      | Kayra Sayıt (TUR) P | 9.            |

## Letnie Igrzyska Olimpijskie 2020
| Konkurencja | Eliminacje            | Klas. końcowa |
| Konkurencja | Przeciwnik I          | Miejsce       |
| ----------- | --------------------- | ------------- |
| +78 kg      | Rochele Nunes (POR) P | 17.           |